# Calistoga
Calistoga è il chipset che, abbinato al processore mobile Core Duo Yonah, è andato a costituire la piattaforma Centrino Duo Napa a partire dal 5 gennaio 2006, evoluzione della piattaforma Sonoma.
Con il nome in codice Calistoga venivano indicate in realtà le varianti i945GM/PM/GMS e i940GML del chipset per desktop i945 presentato nella prima metà del 2005 e conosciuto a sua volta con un nome in codice, Lakeport. Inizialmente era prevista anche l'uscita di chipset derivati dall'i955 Glenwood (nella sua ipotetica variante i955XM), ma poi si è deciso di implementare le migliorie di tale versione direttamente in quella base.
Dato che la piattaforma Napa è succeduta alla piattaforma Sonoma, Calistoga è stato il successore del chipset Alviso alla base proprio di Sonoma.

## Caratteristiche tecniche
Essendo una variante dell'i945 specificatamente progettata per l'utilizzo in sistemi portatili, le caratteristiche di Calistoga riprendevano in buona parte quelle del "fratello maggiore", sebbene in alcuni casi queste siano state leggermente limitate data l'inutilità di integrare alcune caratteristiche avanzate in un sistema portatile. Limitando tale supporto però, è stato possibile inserire altre tecnologie specificatamente pensate per l'ambito mobile che hanno contribuito a migliorare soprattutto il consumo energetico dell'intera piattaforma.
Come la versione principale per i desktop, Calistoga era prodotto nel package Ball Grid Array 1466 da 37,5x37,5 mm ma, a differenza di questa, che doveva fornire supporto ad un elevato numero di CPU dal Pentium 4 Prescott fino ai primi processori dual core Pentium D Smithfield, Calistoga è stato progettato specificatamente per supportare al meglio il processore alla base della sua piattaforma, vale a dire il Core Duo Yonah, il primo processore dual core in ambito mobile.
A differenza del modello principale, la memoria RAM veniva supportata in quantitativo massimo di 4 GB di DDR2 in configurazione dual channel (ripartita in 2 banchi), mentre lo standard rimaneva lo stesso, DDR2-667. Sebbene già introdotte da tempo nel settore desktop, le istruzioni EM64T per l'elaborazione di codice a 64 bit non sono state implementate in una CPU mobile fino al successore di Yonah, Merom che è arrivato sul mercato, prima a settembre 2006 andando a costituire la piattaforma di transizione Napa64 (ad indicare che ora anche la piattaforma Napa era in grado di supportare il codice a 64 bit), e successivamente, ad aprile 2007 (unito al nuovo chipset Crestline) l'evoluzione della piattaforma Napa, Santa Rosa. In conseguenza di questo fatto, sebbene inutilizzato nei primi mesi di vita della piattaforma Napa, Calistoga garantiva supporto anche a questo tipo di istruzioni.
Per quanto riguarda il BUS invece, esso è stato aumentato rispetto al predecessore Alviso, arrivando a 667 MHz, ma è rimasto comunque più basso di quello a 1066 MHz offerto dall'i945 Lakeport. L'interfaccia di connessione con la scheda video, invece, era la stessa, ovvero quella PCI Express x16, mentre era rimasto libero il supporto per altre 6 linee PCI Express che potevano venire utilizzate dai produttori di Notebook a propria discrezione.
Anche per quanto riguarda il southbridge, sono state introdotte alcune novità: rispetto a quanto fatto con il precedente chipset Alviso, Calistoga integrava l'ICH7-M (variante mobile dell'ICH7 integrato nell'i945 Lakeport) il quale offriva fino a 8 porte USB 2.0. Dato il rapido sviluppo dell'interfaccia SATA, Intel ha scelto di limitare il supporto ad un unico canale PATA di tipo UltraATA 100 con supporto RAID alle modalità "0", "1", e Intel Matrix (il modello principale offre anche la modalità "5"). Dal punto di vista dell'interfaccia SATA invece, Calistoga supportava il nuovo standard SATA 2.5 che prevedeva fino a 2 porte di tipo SATA-300, contro le 4 dell'i945 Lakeport. Si tratta di uno standard che, teoricamente, è in grado di offrire una ampiezza di banda doppia per ciascuna periferica collegata, rispetto a quanto era possibile con il predecessore Alviso.
Lo standard audio integrato è rimasto l'"High Definition Audio", chiamato da Intel con il nome in codice Azalia. La qualità era nettamente migliore rispetto a quella dello standard AC '97 e quindi anche un sistema con audio integrato poteva svolgere le funzioni di un impianto home theater. Per quanto riguarda la scheda di rete, ancora una volta il supporto era offerto attraverso lo standard PCI Express.
La comunicazione tra Northbridge e southbridge è rimasta invece la cosiddetta Direct Media Interface da 1 GB/s (nei chipset attuali è di ben 2 GB/s) basata anch'essa sul BUS PCI Express, e introdotta da Intel con il predecessore di Calistoga e dell'i945 Lakeport, ovvero Alviso e l'i915 Grantsdale.
Infine è presente anche il modulo Wi-Fi Golan per il supporto agli standard 802.11 a/b/g.

### Sottocomparto grafico
Dal punto di vista del sotto-comparto grafico, Calistoga ereditava dall'i945 Lakeport, il chip grafico GMA 950 (successore del GMA 900 integrato nel chipset precedente Alviso rispetto al quale era molto più veloce sia in ambiente 2D che 3D) funzionante a 250 MHz (nella versione principale funzionava a 400 MHz), capace di supportare le OpenGL 1.4 e DirectX 9.
La memoria utilizzabile dal comparto grafico, condivisa con il resto del sistema, era di 224 MB gestita in maniera dinamica dalla tecnologia Dynamic Video Memory in base alle esigenze. Erano state integrate anche alcune ottimizzazioni specifiche non solo in ambito 3D ma anche nella riproduzione di video e dei contenuti multimediali protetti con pieno supporto anche per l'alta definizione. Il clock della sezione video, inoltre poteva essere abbassato fino a 133 MHz quando non era necessaria la massima potenza utile in modo da contribuire al risparmio energetico.
Come il GMA 900, il GMA 950 disponeva di 4 pixel pipeline. Le altre caratteristiche, come i vertex shader, dovevano essere emulate dalla CPU. A differenza degli altri processori grafici che implementavano completamente le DirectX 9, come le contemporanee Mobility Radeon X300 di ATI o l'Nvidia GeForce Go 6200, le prestazioni vertex shader del GMA 950 (e così le prestazioni generali 3D) si appoggiavano sulla CPU scalando di conseguenza con le frequenze della stessa.
La risoluzione massima supportata si spingeva fino a 1600x1200 pixel, mentre il consumo totale non superava i 7 W.

## Il successore
Calistoga, ovvero l'i945GM, è stato seguito a maggio 2007, dal chipset Crestline che è alla base delle piattaforme Centrino Pro e Centrino Duo Santa Rosa.
Così come Calistoga è praticamente la versione mobile dell'i945 Lakeport, così anche Crestline è la versione mobile del chipset desktop i965 Broadwater presentato da Intel a metà 2006; a conferma di questo fatto, Crestline implementa il southbridge ICH8-M, variante mobile dell'ICH8 integrato in Broadwater.